# Codex Petropolitanus (Nuovo Testamento)
Il Codex Petropolitanus (numerazione Gregory-Aland: Π o 041; von Soden: ε 73) è un manoscritto onciale del Nuovo Testamento, datato paleograficamente al IX secolo.

## Testo
Il codice è composto da 350 fogli di pergamena di 145 per 105 mm. Il testo è disposto su una colonna per pagina e 21 linee per colonna. Le lettere onciali sono piccole, con spirito aspro, spirito dolce e accenti.
Il codice contiene il testo quasi completo dei quattro vangeli canonici, con alcune lacune (Matteo 3,12-4,17; 19,12-20,2; Luca 1,76-2,18; Giovanni 6,15-35; 8,6-39; 9,21-10,3). Il testo di Marco 16,18-20 e quello di Giovanni 21,22-25 fu aggiunto in scrittura minuscola nel XII secolo. Giovanni 5,4 e 7,53-8,11 (la pericope dell'adultera) sono segnati da asterischi.

### Critica testuale
Il testo greco del codice è rappresentativo del tipo testuale bizantino ed è in stretta relazione col Codex Alexandrinus. Assieme al Codex Cyprius appartiene alla Famiglia Π. Kurt Aland lo collocò nella Categoria V.
Vangelo secondo Luca 9,55-56:
στραφεις δε επετιμησεν αυτοις και ειπεν, Ουκ οιδατε ποιου πνευματος εστε υμεις; ο γαρ υιος του ανθρωπου ουκ ηλθεν ψυχας ανθρωπων απολεσαι αλλα σωσαι
ma Egli si girò e li rimproverò e disse: "Voi non sapete in che tipo di spirito siete; poiché il Figlio dell'Uomo non è venuto a distruggere le vite degli uomini ma per salvarle".
come nei codici Codex Cyprius 1079 1242 1546 (la f1 omette γαρ, Θ e f13 omettono υμεις e γαρ)

## Storia
Il manoscritto appartenne alla famiglia Parodi di Smyrna; fu acquistato da Konstantin von Tischendorf nel 1859.
Il codice è conservato alla Biblioteca nazionale russa (manoscritto greco numero 34).